# Erika Weskott
Erika Weskott verheiratete Bremicker (* um 1932) ist eine deutsche Tischtennisspielerin. Sie gewann 1952 die Deutsche Meisterschaft im Doppel.

## Werdegang
Ihren ersten Erfolg erzielte Weskott 1947/48, als sie zusammen mit Elisabeth von Aspern deutsche Jugendmeisterin im Doppel wurde. Mit der Damenmannschaft von TSV Union Wuppertal wurde sie 1949/50 deutscher Mannschaftsmeister. 1951 siegte sie bei den Westdeutschen Meisterschaften im Einzel. Ein Jahr später gewann sie in Berlin-Ost zusammen mit Berti Capellmann die deutsche Meisterschaft im Doppel vor Uschi von Puttkamer/Anita Haacke. 1953 wechselte Weskott zum Verein Schwarz-Weiß Wuppertal, 1955 zu Blau-Weiß-Gold Barmen (ab 1960 in Wuppertaler SV Borussia integriert). Mit Gerda Schlerth siegte sie 1957 bei den westdeutschen Meisterschaften im Doppel. 1958 heiratete sie Klaus Bremicker, einen Tischtennisspieler von  Schwarz-Weiß Wuppertal, und trat danach unter dem Namen Erika Bremicker auf.